# Janov u Litvínova
Janov (deutsch Johnsdorf) ist ein Ortsteil von Litvínov in Tschechien.

## Lage
Janov liegt dreieinhalb Kilometer westlich von Horní Litvínov und bildet mit diesem, Chudeřín und Hamr ein geschlossenes Siedlungsgebiet. Die Ortslage befindet sich zwischen den Bächen Loupnice (Frauenbach, auch Hammerbach) und Janovský potok am südlichen Fuß des Erzgebirges am Rande des Nordböhmischen Beckens. Nördlich erheben sich der Mračný vrch (Wolkenberg, 852 m), Lounický vrch (535 m) und der Holubí vrch (Nitschenberg, 716 m), im Nordosten der Lounický kopec (442 m), südwestlich der Kapucínský vrch (Kapuzinerhauberg, 743 m), im Westen der Točník (Draxelsberg, 670 m) und der Kopřivník (699 m) sowie nordwestlich der Černý kopec (723 m), die Jeřabina (Haselstein, 788 m) und der Hřeben (Kammberg, 687 m). Gegen Norden liegt im Tal der Loupnice die Talsperre Janov.
Nachbarorte sind Křížatky und Lounice im Norden, Horní Ves und Písečná im Nordosten, Hamr und Louka u Litvínova im Osten, Záluží im Südosten, Dolní Jiřetín im Süden, Horní Jiřetín im Südwesten, Mariánské Údolí und Mikulovice im Westen sowie Mníšek im Nordwesten.

## Geschichte
Der Ort, in alten Urkunden Jahnsdorf (Janovic) genannt, wurde vermutlich früher gegründet als viele Orte in der Umgebung, da er an dem Wege lag, der vom Erzgebirge durch das Tal in die nordböhmische Ebene hinab führte.
Die erste schriftliche Erwähnung des zur Riesenburg gehörigen Lehns erfolgte im Jahr 1354 als Besitz des Jan Kerung von Lom. Wegen Überschuldung mussten die Brüder Borso d. Ä. und Borso d. J. von Riesenburg 1398 die Herrschaft Riesenburg an den Markgrafen Wilhelm I. von Meißen verkaufen. Zu Beginn des 15. Jahrhunderts waren die Herren von Gablenz mit Janov belehnt, ab 1425 besaß die Stadt Brüx das Gut und den Meierhof Janov. Herzog Wilhelm III. belehnte im Jahre 1450 Hans von Rechenberg mit dem Gut. Durch den Vertrag von Eger wurde die Herrschaft Riesenburg 1459 wieder Teil des Königreiches Böhmen.
Im Jahre 1505 erwarben die Herren von Jahn auf Oberleutensdorf auch das Gut Janov. Anna von Jahn verkaufte die Güter Oberleutensdorf und Jahnsdorf 1589 an den Besitzer der Herrschaft Dux, Wenzel Popel von Lobkowicz. Dieser veräußerte Jahnsdorf im darauffolgenden Jahre an Adolph von Hartitzsch. 1595 erwarb die Stadt Brüx den oberen Teil des Gutes mit dem Hammergrund. Nach der Schlacht am Weißen Berg wurde der dem Protestanten Nikolaus von Hartitzsch gehörige untere Teil des Gutes einschließlich der Feste sowie dessen Güter Maltheuer und Kolosoruk 1623 konfisziert. Die Hofkammer verkaufte diese an den Grenzkommissar Johann Jacob Bruneau. Nach dessen Tod schenkten seine Schwestern die Güter Jahnsdorf und Maltheuer ihrer Mutter Ludmilla, die in zweiter Ehe mit Martin Jaroslav Ritter Michna von Waitzenau verheiratet war. Dessen Sohn Wilhelm Wenzel Franz Michna von Waitzenau ließ zwischen 1670 und 1678 das Schloss errichten. Johann Michna von Waitzenau verkaufte das Gut Maltheuer an Johann Anton Tluksa von Wraby und behielt nur Jahnsdorf. Anna Barbara Kolowrat-Krakowsky, geborene Michna von Waitzenau, die Jahnsdorf 1722 geerbt hatte, verkaufte das Gut 1726 für 70.000 Gulden an die Stadt Brüx, die bereits den oberen Teil besaß. Danach wurde das gesamte Gut der Herrschaft Kopitz zugeschlagen. Ursprünglich lag die Verwaltung des Ortes in den Händen des jeweiligen Gutsherren, der später auch von einem Richter unterstützt wurde. Die Stadt Brüx richtete im Schloss ein Forstamt für den städtischen Waldbesitz im Erzgebirge ein. Außerdem ließ sie Obstgärten anlegen. 1821 wurde im ehemaligen Tiergarten ein Braunkohlenschacht abgeteuft.
Im Jahre 1843 bestand Jahnsdorf aus 87 Häusern mit 561 deutschsprachigen Einwohnern, darunter zwei protestantischen Familien. Im Ort gab es eine gemeindliche Schule und einen obrigkeitlichen Meierhof. Abseits lagen ein obrigkeitliches Oberjägerhaus, das emphyteutische Wirtshaus „Neuschenke“, die Jakobsmühle, die Walkmühle, die Mittelmühle, die Teichmühle und die Baktenmühle. Die Bewohner lebten vornehmlich vom Obstbau. Die Stadt Brüx unterhielt un Jahnsdorf eine Baumschule und betrieb zwei größere Braunkohlenbrüche. Pfarrort war Ober-Georgenthal. Bis zur Mitte des 19. Jahrhunderts blieb Jahnsdorf der Stadt Brüx untertänig.
Nach der Aufhebung der Patrimonialherrschaften bildete Jahnsdorf / Janov bzw. Janovice ab 1850 mit den Ortsteilen Kreuzweg, Göhren, Böhmisch-Einsiedel und Launitz eine Gemeinde im Saatzer Kreis und Gerichtsbezirk Brüx. Ab 1868 gehörte die Gemeinde zum Bezirk Brüx. In den Jahren 1871 bis 1872 erfolgte durch die Dux-Bodenbacher Eisenbahn die Verlängerung der Bahnstrecke Bodenbach-Dux bis nach Komotau, südlich des Schlosses entstand eine Bahnstation. Göhren löste sich 1876 los und bildete eine eigene Gemeinde. Seit dem Ende des 19. Jahrhunderts wurde das Dorf als Johnsdorf bezeichnet. 1879 bildete sich der Obstzuchtverein Johnsdorf-Hammer. Der Besitzer der Spielwarenfabrik im Hammergrund, Kajetan Kohler, errichtete in Johnsdorf eine Villa. Der industrielle Aufschwung und der Beginn des intensiven Braunkohlenbergbaus im Nordböhmischen Becken zum Ausgang des 19. Jahrhunderts führten zu einer Bevölkerungsexplosion. Am 5. August 1901 nahm die Brüxer Straßenbahn- und Elektrizitäts-Gesellschaft AG den Verkehr auf der Elektrischen Überlandstraßenbahn Brüx – Johnsdorf auf. 1905 wurde die Gemeinde dem neugebildeten Gerichtsbezirk Oberleutensdorf zugeordnet. In den Jahren 1911 bis 1914 wurde im Hammergrund bei Kreuzweg die Trinkwassertalsperre der Stadt Brüx errichtet. Im Jahr 1913 wurde Böhmisch-Einsiedel eigenständig. In Folge des Münchner Abkommens wurde Johnsdorf 1938 dem Deutschen Reich zugeschlagen und gehörte bis 1945 zum Landkreis Brüx. 1939 lebten in Johnsdorf 1440 Personen.
Nach dem Ende des Zweiten Weltkrieges kam Janov zur Tschechoslowakei zurück und die deutschböhmische Bevölkerung wurde vertrieben, unter den neuen Bewohnern waren zahlreiche Roma. Die Straßenbahn nach Horní Litvínov wurde 1955 stillgelegt. In den 1950 entstanden in Janov eine Großbäckerei und eine Sozialfürsorgeeinrichtung. 1963 wurde Janov mit Křížatky und Lounice nach Hamr eingemeindet. In den 1970er Jahren wurde am Erzgebirgshang nördlich der Straße von Horní Litvínov nach Horní Jiřetín eine Plattenbausiedlung errichtet. 1986 wurde Janov zusammen mit Hamr in die Stadt Litvínov eingemeindet. Nach der Samtenen Revolution stieg die Anzahl der Roma in der Siedlung stetig an. Im Jahre 2008 gehörte 3000 der Einwohner von Janov zur Bevölkerungsgruppe der Roma. Auf Grund zunehmender Probleme bei der öffentlichen Ordnung erfolgte am 17. November 2008 in Janov eine von Extremisten organisierte große antiziganistische Demonstration, die in einer Straßenschlacht mit der Polizei endete und den Ort landesweit in die Schlagzeilen brachte.

## Entwicklung der Einwohnerzahl
| Jahr | Einwohnerzahl |
| ---- | ------------- |
| 1869 | 664           |
| 1880 | 808           |
| 1890 | 996           |
| 1900 | 1153          |
| 1910 | 1282          |

| Jahr | Einwohnerzahl |
| ---- | ------------- |
| 1921 | 1253          |
| 1930 | 1399          |
| 1950 | 1019          |
| 1961 | 914           |
| 1970 | 1043          |

| Jahr | Einwohnerzahl |
| ---- | ------------- |
| 1980 | 5043          |
| 1991 | 6710          |
| 2001 | 6947          |
| 2011 | 5571          |

## Sehenswürdigkeiten
- Barockes Schloss Janov, erbaut 1670–1678, es dient heute als Wohngebäude und ist nicht öffentlich zugänglich
- Barocke Statue Madonna mit dem Kind, im Schlosshof
- Statue des hl. Johannes von Nepomuk unweit des Schlosses, geschaffen 1695. Sie gehört zu den ältesten Plastiken ihrer Art im Okres Most.
- Meilenstein aus dem Jahr 1841, südöstlich des Schlosses
- Säule der heiligen Dreifaltigkeit an der Straße nach Horní Jiřetín, errichtet 1765; sie wird auch als Steinkreuz bezeichnet. Über die Errichtung dieser Statue erzählt die Sage Folgendes: Ein Frächter, namens Frank, hatte ein Heringsfässchen zu überbringen. Er fand aber weder den Adressaten, noch wusste er, wer es aufgegeben hatte. Er erhielt es daher von der Ortsobrigkeit als Eigentum zugesprochen. Als er das Fässchen öffnete, fand er es mit Goldmünzen gefüllt. Da er ein frommer Mann war, ließ er zum Zeichen seiner Dankbarkeit die Statue errichten.